# علامة بصمة إبهام اليد
علامة بصمة إبهام اليد (بالإنجليزية: Thumbprint sign)‏ وتسمى أيضًا الانطباع الإبهاميّ (بالإنجليزية: Thumbprinting)‏، هي علامةٌ شعاعيَّة تظهر في التصوير الشعاعي وتشير إلى تشخيص إما التهاب لسان المزمار أو إِقْفار الأمعاء.
تحدث هذه العلامة في الصورة الشعاعيَّة الوحشيَّة (الجانبيَّة) للفقرات العنقيَّة بسبب وجود حافة حرة ثخينة للسان المزمار، مما يجعلها تبدو ظليلة للأشعة عن المعتاد، وتشبه الجزء القاصي من الإبهام. أما في التصوير الشعاعي للبطن، فإنَّ هذه العلامة تظهر على شكل إبهامٍ بارزٍ في تجويف الأمعاء؛ بسبب الثخانة الوذميَّة للطيات المخاطيَّة. تعد هذه العلامة في البطن علامة غير خاصة بحالةٍ معينة، ولكن أحد الأسباب المحتملة هو وجود إِقْفار في الأمعاء.